# Microsoft Windows Phone 7
Windows Phone ist ein Betriebssystem für Mobiltelefone des Softwareherstellers Microsoft und die Fortsetzung der Software Windows Mobile, die im Rahmen der Einführung von Windows Phone 7 in Windows Phone Classic umbenannt wurde. Der zugehörige Onlineshop für Anwendungen und Spiele ist der Windows Phone Store.
Geräte mit Windows Phone 7 waren in Deutschland und Österreich seit dem 21. Oktober 2010 erhältlich. Die Entwicklung von Windows Phone 7 wurde Anfang September 2010 abgeschlossen.
Windows Phone ist für die Bedienung mit Fingern und Multi-Touch konzipiert, während Windows Mobile an die Oberfläche der Desktop-Varianten von Windows angelehnt war und auf die Bedienung mit Hilfe von Eingabestiften setzten.
Konzeptionell basiert die Benutzeroberfläche von Windows Phone auf der Oberfläche des Zune-HD.
ZTE musste für eine Windows-Phone-7-Lizenz zwischen 18 und 24 Euro pro Gerät bezahlen.

## Versionsgeschichte
| Legende: | Ältere Version; nicht mehr unterstützt | Ältere Version; noch unterstützt | Aktuelle Version | Aktuelle Vorabversion | Zukünftige Version |

| Versionsnummer               | Erscheinungsdatum/Versionsname                                                | (neue) Funktionen |
| ---------------------------- | ----------------------------------------------------------------------------- | --- |
| 7.0.7004.0                   | 21. Oktober 2010 („Windows Phone 7“)                                          | - erste Version |
| 7.0.7008.0                   | 21. Februar 2011 (Codename: „PreNoDo“)                                        | - Verbesserungen beim Updateprozess - vorbereitendes Update für „NoDo“ |
| 7.0.7390.0                   | 22. März 2011 (Codename: „NoDo“)                                              | - Copy&Paste - Geschwindigkeitsverbesserungen - verbesserte Suche im Marketplace |
| 7.0.7392.0                   | 3. Mai 2011                                                                   | - Sicherheitsupdate (Bugfix für betrügerische digitale Zertifikate von Drittanbietern) |
| 7.0.7403.0                   | September 2011                                                                | - vorbereitendes Update auf das „Mango“-Update |
| 7.10.7720.68 („7.5“)         | 27. September 2011 (Codename: „Mango“) Vermarktung als „Windows Phone 7.5“    | Windows Phone allgemein - Multitasking für Drittanbieter-Anwendungen - Task Switcher - In der Liste der installierten Applikationen kann direkt zu einem Anfangsbuchstaben gesprungen (ab 45 installierten Apps), bzw. gesucht werden - individuelle Klingeltöne - Speichern der Kameraeinstellungen - mehrere Live-Tiles pro App - konfigurierbare Hintergrund-Dienste - Unterstützung versteckter WLANs - weitere Sprachen für Windows Phone - Bei der Musikwiedergabe werden Titelinformationen auf dem Sperrbildschirm angezeigt - Smart DJ Mix (ähnlich wie iTunes Genius) - Der Auslöseton der Kamera lässt sich deaktivieren - Integrierte Facebook-Anbindung zum Upload von Videos - Unterstützung einer Front-Kamera für Videotelefonie über Skype - Tethering (vorerst nur für Geräte die bereits ab Werk das Mango-Update haben; allerdings kann dies über die Anbieter deaktiviert werden) - Visual Voicemail - hardwarebeschleunigte Grafik - Zugriff auf den Facebook-Kalender - Unterstützung mehrerer Windows-Live-Kalender (z. B. freigegebene Kalender von Kollegen und Freunden) - Internet Explorer 9 Mobile mit HTML5 - Downloads von Podcasts over-the-air - diverse verbesserte Anzeigen, beispielsweise im Bilder-Hub Office Hub - Unterstützung für Office 365 - Integration von SkyDrive [Heute: OneDrive] (25 GB Speicherplatz in der Cloud) Kontakte Hub und Kommunikation - Alle Kommunikationen mit einem Kontakt (E-Mail, Facebook, MSN, Chat) werden zentral und gebündelt dargestellt - E-Mail-Ordner und Nachrichtenverläufe können an den Startbildschirm gepinnt werden - Twitter- & LinkedIn-Integration im Kontakte-Hub - SMS Diktat - integrierter Windows Live- und Facebook Messenger im Kontakte- und/oder Nachrichten-Hub - Zusammenfassung von Kontaktgruppen, Gruppennachrichten - Smileys Ich Live Tile - Benachrichtigungen und eigene Neuigkeiten aus Facebook, Twitter und LinkedIn können angezeigt/aktualisiert werden und der eigene Status angegeben werden - Check-In-Funktion für Facebook Windows Phone Marketplace - Verbesserte Navigation im Windows Phone Marketplace - Neues Design für den Marketplace - Web-Marketplace - Beta und private Applikationen werden ermöglicht Bing - Bing-Suche wird um eine Video- und Bildersuche erweitert - Bing Audio und Bing Vision (Sprach-/Musikerkennung bzw. Bild-/Barcodeerkennung) - Bingsuche kann mit Apps interagieren - Bing Voice-Search - lokale Suchergebnisse Spiele Hub - Update/Umgestaltung des Spiele Hub - automatische Synchronisierung von Spielen mittels Xbox LIVE Karten - Turn-by-Turn-Navigation - Gebäudepläne („Indoor Navigation“) Entwicklung und Enterprise Nutzer - Microsoft Lync Mobile App - mehr als 1500 neue APIs (Bewegungssensor, Kreisel (Gyroskop), Datenbanken, Sockets und mehr) - Privat- und Beta-Marketplace - E-Mail-Suche auf dem Exchange Server, erweitertes Sicherheits- und Rechtemanagement - TCP/IP Sockets - SQL CE Datenbank - Live Agents |
| 7.10.7740.16                 | 17. November 2011                                                             | - Bugfix bei Exchange Server Kommunikation im Zusammenhang mit Microsoft Exchange Server 2003 - Bugfix bei der Darstellung von Mailboxnachrichten |
| 7.10.8107.79                 | 4. Januar 2012                                                                | - Behebt einen Fehler, bei dem die Bildschirmtastatur während des Schreibens ausgeblendet wurde - Behebt einen Fehler beim Synchronisieren mit Google Mail - Informationen über WLAN-Zugangspunkte und Mobilfunkmasten-Positionen werden nur noch gesendet, wenn der Benutzer dies erlaubt hat - Entfernt betrügerische digitale Zertifikate von DigiCert Sdn Bhd - Bugfix bei Exchange Server Kommunikation im Zusammenhang mit Microsoft Exchange Server 2003 - Bugfix bei der Darstellung von Mailboxnachrichten |
| 7.10.8112.7                  | Juni 2012                                                                     | - vorbereitendes Update auf das „Tango“-Update |
| 7.10.8773.98 („7.5 Refresh“) | 27. Juni 2012 (Codename: „Tango“) Vermarktung als „Windows Phone 7.5 Refresh“ | - Herabgesetzte Hardwareanforderungen. - An SMS und MMS können nun mehrere Bilder, Videos, Sprachnotizen und Klingeltöne angehängt werden. - Telefonkontakte können nun zur SIM-Karte exportiert werden und beim Import von SIM-Kartenkontakten können einzelne Kontakte ausgewählt werden. - Buchstaben-Jumplist der App-Liste verschwindet nun wieder, wenn die Zahl der installierten Anwendungen unter 45 fällt. - Weitere Qualitätsverbesserungen. |
| 7.10.8779.8                  | 15. August 2012                                                               | - Behebt ein Problem mit Anwendungskäufen in einigen Regionen. - Ändert die Standardzeiten für die E-Mail-Synchronisierung. |
| 7.10.8783.12                 | 30. Januar 2013                                                               | - Unterstützung für Geräte ohne physikalische Kamerataste. - Weitere Qualitätsverbesserungen. |
| 7.10.8858.136 („7.8“)        | 30. Januar 2013 Vermarktung als „Windows Phone 7.8“                           | - In der Größe veränderbare kleine, mittlere und große Live Tiles auf der Startseite. - Die Anzahl der verfügbaren Akzentfarben wurde auf 20 erweitert. - Erweitert die Sperrbildschirmfunktionen um zusätzlichen Schutz vor zufälligen Berührungen und dem Bing-Bild des Tages als Hintergrund. - Erweitert die Unterstützung von Windows Phone Marketplace und Xbox auf neue Länder/Regionen. - Verbessert chinesische Schriftzeichen und die Darstellung von Arabisch und anderen Sprachen. - Umfasst viele weitere Qualitätsverbesserungen für Windows Phone. |
| 7.10.8860.142                | 14. März 2013                                                                 | - diverse Fehlerbehebungen |
| 7.10.8862.144                | 15. März 2013                                                                 | - Behebung eines Problems mit den „Live Tiles“ |

Hinweis: Eine komplette Liste der Veränderungen findet man im offiziellen Windows Phone-Updateverlauf (Memento vom 4. August 2012 im Internet Archive).
Die Mainstream-Supportphase für Windows Phone 7.8 dauerte bis zum 14. Oktober 2014.

## Hubs und Live Tiles
Microsoft hat die Schwerpunkte Kontakte, Office, Bilder, Social Networks, Musik, Video und Spiele in „Hubs“ unterteilt. Diese Hubs stellen die Basis für weitere Funktionen dar, die direkt in das Betriebssystem integriert sind und sich den sogenannten „Live Tiles“ mit Hilfe von Drag and Drop als interaktiven Button auf dem Startbildschirm einbinden lassen. Seine Darstellung ändert sich, falls es eine Softwareaktualisierung oder eine Statusänderung in der Applikation gibt. So lassen sich unter dem Hub „Kontakte“ alle Kontakte aus Facebook, Outlook, Google Mail und z. B. Twitter zusammenfassen und Statusänderungen direkt auf dem Startbildschirm anzeigen. Auch kann der Anwender über das Gerät mit seinen Kontakten interagieren.

## Xbox Live und Spiele
Der Hub „Spiele“ stellt eine Anbindung zu Xbox Live dar. So ist es möglich, über den Marketplace multimediale Artikel für das Gerät zu beziehen. Diese Spiele können vollständig in die Xbox-Live-Dienste integriert werden. So können beispielsweise zwei Spieler (einer an der Xbox 360 und einer an einem Windows-Phone-Gerät) gegeneinander spielen. Des Weiteren lassen sich Spiele mit Visual Studio als ein Projekt plattformübergreifend für PC, Windows-Phone-Gerät und Xbox erstellen. So kann ein Anwender ein Spiel auf dem PC beginnen, auf dem Mobiltelefon weiter spielen und auf der Xbox beenden.

## Hardwareanforderungen

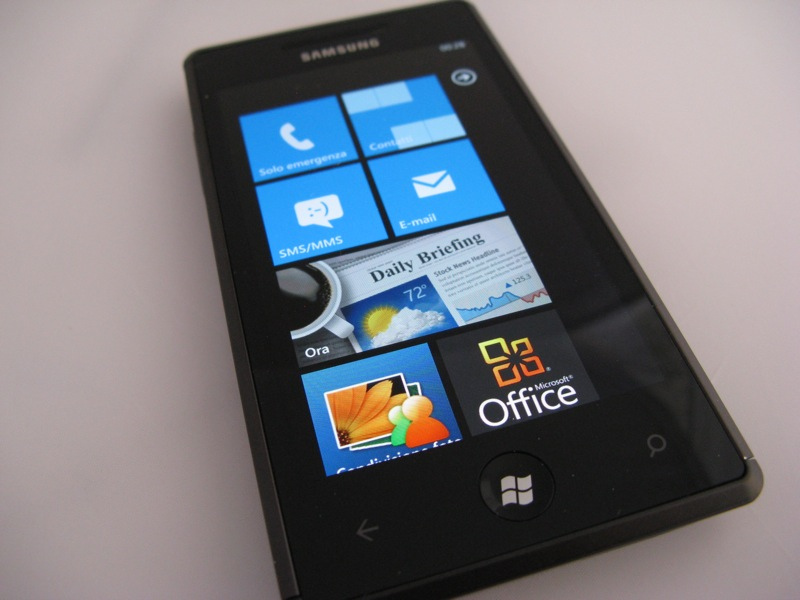
Samsung Omnia 7 mit Windows Phone 7

Telefone, die Windows Phone 7 verwenden, müssen bestimmte, durch Microsoft festgelegte Auflagen erfüllen. So muss das Gerät mindestens 512 MB Arbeitsspeicher sowie mindestens 8 GB Flash-Speicher besitzen. Weiterhin müssen ein Kompass, ein GPS-Empfänger sowie ein Beschleunigungs- und Lagesensor verbaut sein. Eine weitere Voraussetzung ist ein kapazitiver Multi-Touchscreen. Zudem muss ein Gerät mindestens eine 5-Megapixel-Kamera sowie eine Mobilfunk- und WLAN-Schnittstelle besitzen. Für Mobiltelefone mit Windows Phone 7 dürfen nur drei Gehäuseformen verwendet werden, Touchscreen-Mobiltelefone, Touchscreen-Mobiltelefone mit ausklappbaren QWERTZ-Tastaturen sowie die klassische Riegelform. Am Gehäuse selbst müssen sich unter dem Touchscreen drei Knöpfe für die Funktionen „Zurück“, „Suche“ und „Homescreen“ finden.
Des Weiteren muss der integrierte Prozessor über eine Taktfrequenz von mindestens einem Gigahertz verfügen und ein separater Grafikprozessor mit DirectX-9-Unterstützung eingebaut sein. In dieser Konfiguration sollten alle Windows-Phone-7-Geräte HD-fähig sein. Außerdem untersagt Microsoft den Herstellern, die Oberfläche von Windows Phone 7 zu individualisieren, wie es beispielsweise HTC bei Windows Mobile Classic mittels der eigenen HTC-Sense-Oberfläche gemacht hat.
Mit dem HTC Arrive werden auch CDMA2000-Mobilfunknetze in den USA unterstützt.
Mit dem „Tango“ getauften Update auf „Windows Phone 7.5 Refresh“ wurden die minimalen Hardwareanforderungen herabgesetzt, um günstigere Geräte auf den Markt bringen zu können. Die Mindestanforderungen sind ein Prozessor mit 800 MHz und 256 MB Arbeitsspeicher. Telefone derartiger Hardware bringen allerdings auch Funktionseinbußen im Betriebssystem mit sich. Features wie Hintergrundaufgaben, Bing Local Scout und automatischer Upload von Fotos zu OneDrive sind hier nicht verfügbar. Außerdem funktionieren aufgrund des geringeren Arbeitsspeichers etwa 5 % der Anwendungen im Marketplace nicht, darunter Skype und Angry Birds. Der erste Vertreter dieser schwächer ausgestatteten Windows Phones ist das Nokia Lumia 610.

## Geräte mit Windows Phone 7.X und Marktanteil
Am 11. Oktober 2010 wurden die ersten Windows-Phone-Geräte vorgestellt. Zwei Monate nach dem Verkaufsstart wurden laut Microsoft insgesamt rund 1,5 Millionen mobile Geräte mit Windows Phone 7 an Händler ausgeliefert.
Im ersten Quartal 2011 wurden weltweit etwa 2,5 Millionen Geräte mit WP7 in den Handel gebracht und 1,6 Millionen Geräte an Endkunden verkauft. Der Windows-Marktanteil im Smartphonemarkt (zusammen mit Windows Mobile, von dem im ersten Quartal 2011 etwa 2 Millionen Geräte verkauft wurden) sank im Vergleich zum ersten Quartal 2010 von 6,8 % auf 3,6 %. Im zweiten Quartal 2011 betrug der Microsoft-Marktanteil nach Schätzungen von Gartner etwa 1,6 % (nach 4,9 % im zweiten Quartal 2010), und sank im dritten Quartal 2011 weiter auf 1,5 %.
Mit der am 11. Februar 2011 angekündigten Allianz zwischen Microsoft und Nokia wurde Windows Phone das bevorzugte Betriebssystem auf Nokia-Smartphones. Am 26. Oktober 2011 wurden im Rahmen der Nokia World 2011 die ersten beiden Geräte mit Windows Phone 7.5 vorgestellt. Am 15. November 2011 erschien das erste Nokia-Gerät mit Windows Phone 7.5 – das Nokia Lumia 800 – in Deutschland und Österreich. Für die Verwendung von Windows Phone unterstützte Microsoft Nokia finanziell, im 4. Quartal 2011 betrugen diese Zahlungen 250 Millionen Euro.
| Gerätenamen               | Hersteller      |
| ------------------------- | --------------- |
| HTC Surround / 7 Surround | HTC             |
| HTC HD7                   | HTC             |
| HTC 7 Mozart              | HTC             |
| HTC 7 Trophy              | HTC             |
| HTC 7 Pro                 | HTC             |
| HTC Titan                 | HTC             |
| HTC Radar                 | HTC             |
| Dell Venue Pro            | Dell            |
| LG Quantum / Optimus 7Q   | LG              |
| LG E900 Optimus 7         | LG              |
| LG E906 Jil Sander Mobile | LG              |
| Samsung Focus             | Samsung         |
| Samsung Focus 2           | Samsung         |
| Samsung Focus Flash       | Samsung         |
| Samsung Focus S           | Samsung         |
| Samsung Omnia 7           | Samsung         |
| Samsung Omnia M           | Samsung         |
| Samsung Omnia W           | Samsung         |
| Nokia Lumia 510           | Nokia           |
| Nokia Lumia 610           | Nokia           |
| Nokia Lumia 710           | Nokia           |
| Nokia Lumia 800           | Nokia           |
| Nokia Lumia 900           | Nokia           |
| Fujitsu/Toshiba IS12T     | Fujitsu/Toshiba |
| Acer Allegro              | Acer            |

## Software-Entwicklung/Anwendungskompatibilität

Logo bis Version 7.8

Software für Windows Phone 7 wird mit C# und Visual Basic .NET in den Technologien Silverlight und XNA entwickelt. Dadurch funktionieren die für Windows Mobile verfügbaren Anwendungen unter Windows Phone 7 nicht mehr. Unter anderem wird Firefox Mobile nicht für Windows Phone 7 erscheinen. Für die Entwicklung für das Windows Phone-System stellt Microsoft das kostenlose Paket „Windows Phone Developer Tools“ zur Verfügung. Es beinhaltet Visual Studio 2010 Express for Windows Phone, einen Emulator, die Silverlight- und XNA-Ressourcen und Expression Blend zur Gestaltung der Oberflächen. Die Entwickler-Tools sind mit Visual Studio 2010 kompatibel und ausschließlich für Windows Vista und Windows 7 verfügbar.
Multitasking wurde eingeschränkt, mit der Begründung, dass Hintergrundprozesse die Akkulaufzeit stark reduzieren können. Systemeigene Anwendungen wie Telefon, Musikplayer oder Webbrowser können im Hintergrund geöffnet bleiben. Apps von Drittanbietern laufen dagegen im Hintergrund nicht. Allerdings wird beim Beenden der Status gespeichert (Tombstoning), damit beim Wiederaufrufen zu der Stelle gesprungen wird, an der die Anwendung verlassen wurde. Das Konzept ist vergleichbar mit der Umsetzung von „Multitasking“ bei iOS. Seit Windows Phone 7.5 gibt es Schnittstellen für Hintergrundaufgaben wie Audiowiedergabe oder Datenverkehr. Der Benutzer kann pro Anwendung festlegen, ob Hintergrundaufgaben zulässig sind, um den Energieverbrauch zu optimieren.

## Kritik
Windows Phone 7 hat in der Fachpresse und durch Benutzer einige Kritik geerntet, u. a. aufgrund der Tatsache, dass es ein ähnlich geschlossenes System wie Apples iOS darstellt und diverse von Windows Phone Classic, ehemals Windows Mobile, vertraute Funktionen fehlen. Beispielsweise konnte man bei Windows Mobile Programme auf eine Speicherkarte kopieren, diese in das Handy stecken und zum Starten die EXE-Datei im mitgelieferten Datei-Explorer antippen.
Zur sinnvollen Nutzung der Handyfunktionen, insbesondere des Marketplace, ist eine Windows-Live-ID erforderlich. Sobald diese eingerichtet ist, synchronisiert Windows Phone 7 ohne Vorwarnung das gesamte Handy-Telefonbuch und die Kalendereinträge mit dem Live-Konto im Internet. Die Synchronisation kann nachträglich über die Kontenverwaltung auf „manuell“ gestellt und somit deaktiviert werden.
Ein weiterer Kritikpunkt ist, dass mit Windows Phone 7 keine direkte Synchronisation mit Outlook über lokale Verbindungen (WLAN, USB, Bluetooth) durchgeführt werden kann. Der interne Speicher eines Smartphones wird von anderen Geräten nicht als Massenspeicher erkannt (unter Windows lässt sich das durch einen Registrierungsdatenbankeingriff ändern). Es ist keine Erweiterung durch Speicherkarten möglich. Da es sich beim internen Speicher allerdings selbst nur um microSDHC-Karten handelt, lässt sich diese nur unter Verlust der Garantie austauschen, da das Gehäuse des Gerätes geöffnet werden muss. Zudem werden viele üblichen Bluetooth-Profile von Windows Phone 7 nicht unterstützt, so ist ein Empfang von Dateien via Bluetooth nicht möglich.
Auch der ursprüngliche, auf dem Internet Explorer 7 basierende Browser des Windows Phone 7 wurde kritisiert, da er beim Acid3-Benchmark nur 5 % der Punkte erreicht. Nach dem Update auf Windows Phone 7.5 (Mango) erreicht der nun auf dem Internet Explorer 9 basierende Browser 100 % der Punkte im Acid3-Browsertest.
Probleme gibt es darüber hinaus mit dem mobile Office-Paket. So sind z. B. komplexere, am Desktop erstellte Excel-Sheets unter Windows Mobile 6.1 problemlos lauffähig, mit Windows Phone 7 ist eine Verwendung teilweise nur unter Einschränkungen möglich. Diese mangelnde Kompatibilität sorgte für Kritik. Dafür können kleinere Änderungen an Powerpoint-Präsentationen durchgeführt werden, während Windows Mobile nur ein Anzeigeprogramm bot. Im Windows-Phone-nativen E-Mail-Programm kann man zudem lediglich Bilder direkt anhängen; bei allen anderen Dateitypen (wie beispielsweise Office-Dokumenten) muss das dafür zuständige Programm eine Funktion bieten, diese Dateien in eine neue E-Mail übergeben.
Das Ende Januar 2013 veröffentlichte Update zur Version 7.8 führte zu Beschwerden. Die sich auf der Startseite befindlichen „Live Tiles“, die den Benutzer mit Informationen versorgen, fragten ständig nach neuen Informationen im Internet und ließen sich nicht aktualisieren. Dies hatte zur Folge, dass sich die Akkulaufzeit der Smartphones enorm verkürzte. Nachdem der Netzbetreiber Vodafone die Auslieferung des Updates für seine gebrandeten Geräte stoppte, reagierte auch Microsoft auf die Beschwerden und stoppte die Verteilung des Updates komplett für alle Geräte. Der Fehler wurde am 15. März 2013 mit einem neuen Update behoben.

### Mailabruf nicht mehr möglich
Seit Ende 2014 ist bei den meisten Mailprovidern kein Abruf der Mails mehr möglich. Wegen der Poodle-Sicherheitslücke haben die meisten Serverbetreiber das veralte SSL-Protokoll abgestellt. Das neuere TLS-Protokoll wird von Windows Phone 7 nicht unterstützt.